# 5319 Петровська
5319 Петровська (5319 Petrovskaya) — астероїд головного поясу, відкритий 15 вересня 1985 року, Микола Черних.
Названо на честь Маргарити Сергіївни Петровської (астроном, Інститут теоретичної астрономії в Ленінграді).
Тіссеранів параметр щодо Юпітера — 3,599.